# Jakuszyce
Jakuszyce (krótko po 1945 r. Jakuszec, niem. Jakobsthal) – najwyżej położona dzielnica Szklarskiej Poręby położona kilka kilometrów od centrum miejscowości, 800 m od granicy polsko-czeskiej. Przed przystąpieniem Polski do układu z Schengen istniało tu przejście graniczne drogowe i małego ruchu granicznego Jakuszyce – Harrachov oraz na szlaku turystycznym Polana Jakuszycka – Harrachov. Jakuszyce leżą na wysokości 850–886 m n.p.m. Tutejszy klimat jest porównywalny do klimatu na wysokości 1500 m n.p.m. w Alpach.
Przez Jakuszyce przepływa Kamienna, niewielka rzeka dorzecza Odry, dopływ Bobru.
W Jakuszycach występuje korzystny klimat do uprawiania sportów zimowych. Na Polanie Jakuszyckiej rozgrywane są zawody w narciarstwie biegowym od 2012 r., Puchar Świata – oraz zawody biathlonowe. Jakuszyce są również węzłem letnich szlaków turystycznych i rowerowych, wykorzystywanym przez turystów przez cały sezon.
Znajduje się tutaj najwyżej położony kolejowy przystanek osobowy w Polsce – Szklarska Poręba Jakuszyce, leżący na wyremontowanym w 2010 roku szlaku kolejowym pomiędzy Jelenią Górą i Harrachovem – linii kolejowej nr 311.

## Historia
Nazwa pochodzi od imienia Jakusz, zdrobnienia imienia Jakub. Początek Jakuszycom dała leśniczówka należąca do Schaffgotschów, wokół której powstała później osada pasterzy i drwali. W 1848 przez Jakuszyce przeprowadzono szosę, a w 1902 linię kolejową. W r. 1825 miejscowość wzmiankowano jako Jakobstale, następnie Jakobsthal lub Jakobstal. W 1910 r. mieszkało w Jakuszycach 90, a w 1933 r. 120 mieszkańców.
Pod koniec XIX w. projektowano także budowę linii kolejowej ze Szklarskiej Poręby przez Jakuszyce, Orle do nieistniejącej dziś osady Wielka Izera na Hali Izerskiej. Nowe połączenie miało być wykorzystywane przede wszystkim do celów gospodarczych i zwózki drewna, ale też dla obsługi ruchu pasażerskiego. Z uwagi na wysokie ryzyko budowy linii kolejowej na rozległych torfowiskach oraz podmokłych terenach Gór Izerskich od projektu odstąpiono.
W okresie powojennym umiejscowiono w Jakuszycach, na wysokości 860 m n.p.m., klimatologiczną stację meteorologiczną (w latach 1891 – 1937 było to jedynie opadowa stacja meteo, posiadająca inną lokalizację: wys. 871 m n.p.m., 50°49′N 15°27′E/50,816667 15,450000). Średnie wartości roczne opadów ze wspomnianego okresu wynosiły 1426 mm (najwięcej: lipiec 155 mm i sierpień 136 mm, najmniej: luty 100 mm i marzec 95 mm). Średnia temperatura roczna, w latach 70. XX wieku, wynosiła +4,0 °C (najcieplejsze miesiące: lipiec +12,5 °C i sierpień +12,2 °C; najzimniejsze: styczeń -3,9 °C i luty -3,8 °C.